# Angelo Tarchi (compositore)
Angelo Tarchi (Napoli, 1759 o 1760 – Parigi, 19 agosto 1814) è stato un compositore italiano.
Ricevette la propria formazione musicale sotto l'insegnamento di Lorenzo Fago e Nicola Sala al Conservatorio della Pietà dei Turchini, al quale fu ammesso nel 1771. Debuttò come operista nel 1778 con L'archetiello, una commedia in napoletano che venne allestita all'interno del conservatorio napoletano. Tra il 1778 e il 1780 videro la luce altre opere comiche che furono date nei teatri napoletani. Dal 1781 al carnevale del 1785 fu attivò principalmente a Roma, per il resto del 1785 a Firenze e tra il 1787 e il 1788 a Milano. Già in questa città nel 1783 al Teatro alla Scala aveva messo in scena l'Ademira, la sua prima opera seria.
I successi che conseguirono dalle sue rappresentazioni sparsero la sua fama per l'Europa fino a giungere a Londra, dove dal 1788 al 1790 fu nominato direttore della musica e compositore del King's Theatre a Haymarket. Fu poi a Parigi, nel periodo 1790-1, dove presentò altri suoi lavori operistici, fra i quali Il conte di Saldagna (già dato alla Scala nel 1787). Dai primi anni novanta a causa di problemi di salute la sua produzione operistica subì un notevole decremento. Nel 1797 mise in scena la sua ultima opera italiana; infatti da questa data in poi compose solamente opere in lingua francese. Tuttavia nella sua opéra comique rimangono influssi dell'opera buffa napoletana. Nel 1802, dopo aver rappresentato il suo ultimo lavoro teatrale, decise di abbandonare i palcoscenici e di dedicarsi solamente all'insegnamento.

## Lavori

### Opere
Sono note 53 opere di Tarchi; l'anno e la città si riferiscono alla prima rappresentazione.
- L'architiello (commedia per musica, 1778, Napoli)
- I viluppi amorosi (commedia per musica, libretto di Pasquale Mililotti, 1778, Napoli)
- Il barbiere di Arpino (farsa, 1779, Napoli)
- Il re alla caccia (commedia per musica, libretto di Pasquale Mililotti, 1780, Napoli; rappresentato anche come La caccia di Enrico IV)
- Le disgrazie fortunate (intermezzo, 1781, Roma)
- Don Fallopio (intermezzo, 1782, Roma)
- Il guerriero immaginario (intermezzo, 1783, Roma)
- Ademira (opera seria, libretto di Ferdinando Moretti, 1783, Teatro alla Scala di Milano)
- I fratelli Pappamosca (commedia per musica, libretto di Saverio Zini, 1784, Roma)
- Bacco ed Arianna (festa teatrale o cantata, libretto di C. Olivieri, 1784, Teatro Regio di Torino diretta da Gaetano Pugnani con Brigida Giorgi Banti e Girolamo Crescentini)
- Le cose d'oggi giorno divisi in trenta tomi, tomo primo, parte prima (intermezzo, 1784, Roma)
- Il matrimonio per contrattempo (commedia per musica, 1785, Livorno)
- Mitridate re di Ponto (dramma per musica, 1785, Roma)
- L'Arminio (dramma per musica, libretto di Ferdinando Moretti, 1785, Mantova)
- Ifigenia in Aulide (dramma per musica, libretto di Apostolo Zeno, 1785, Padova)
- Virginia (dramma per musica, 1785, Firenze)
- Ariarate (dramma per musica, libretto di Ferdinando Moretti, 1786, Milano)
- Ifigenia in Tauride (dramma per musica, libretto di Marco Coltellini, 1786, Venezia)
- Publio (dramma per musica, libretto di Agostino Piovene, 1786, Firenze)
- Demofoonte (dramma per musica, libretto di Pietro Metastasio, 1786, Torino)
- Il trionfo di Clelia (dramma per musica, libretto di Pietro Metastasio, 1786, Teatro Regio di Torino diretta da Pugnani con Girolamo Crescentini e Matteo Babbini)
- Melite riconosciuta (dramma per musica, libretto di Gaetano Roccaforte, 1787, Roma)
- Il conte di Saldagna (tragedia, libretto di Ferdinando Moretti, 1787, Teatro alla Scala di Milano con Adriana Ferraresi Del Bene)
- Le nozze di Figaro (commedia per musica, libretto di Lorenzo Da Ponte, 1787, Roma)
- Antioco (dramma per musica, libretto di Ferdinando Moretti, 1787, Teatro alla Scala di Milano)
- Demetrio (dramma per musica, libretto di Pietro Metastasio, 1787, Milano)
- Artaserse (dramma per musica, libretto di Pietro Metastasio, 1788, Mantova)
- Le due rivali (commedia per musica, 1788, Roma)
- Alessandro nelle Indie (dramma per musica, libretto di Pietro Metastasio, 1788, Milano, rifatto per Londra 1789 e Firenze 1802)
- Il disertore francese (commedia per musica, libretto di B. Benincasa, 1789, Londra)
- Ezio (dramma per musica, libretto di Pietro Metastasio, 1789, Vicenza)
- Giulio Sabino (dramma per musica, libretto di Pietro Giovannini, 1790, Teatro Regio di Torino diretta da Pugnani con Luigi Marchesi)
- Il cavaliere errante (dramma eroicomico, 1790, Parigi)
- Lo spazzacamino principe (commedia per musica, libretto di Giuseppe Carpani, 1790, Monza)
- L'apoteosi d'Ercole (dramma per musica, libretto di Mattia Botturini, 1790, Venezia)
- La finta baronessa (commedia per musica, libretto di Filippo Livigni, 1790, Napoli)
- Tito Manlio (dramma per musica, libretto di Gaetano Roccaforte, 1791, Roma)
- Don Chisciotte (commedia per musica, 1791, Parigi)
- L'Olimpiade (dramma per musica, libretto di Pietro Metastasio, 1792, Roma)
- Andrasto re d'Egitto (dramma per musica, libretto di Giovanni De Gamerra, 1792, Teatro alla Scala di Milano)
- La morte di Nerone (dramma per musica, 1792, Milano o Firenze)
- Dorval e Virginia (dramma prosa e musica, libreto di Giuseppe Maria Foppa, 1793, Venezia9
- Le Danaidi (dramma per musica, libretto di Gaetano Sertor, 1794, Teatro alla Scala di Milano)
- L'impostura poco dura (commedia per musica, 1795, Teatro alla Scala di Milano)
- Ciro riconosciuto (dramma per musica, libretto di Pietro Metastasio, 1796, Piacenza)
- La congiura pisoniana (dramma per musica, libretto di Francesco Saverio Salfi, 1797, Teatro alla Scala di Milano)
- Le cabriolet jaune ou Le phénix d'Angoulême (opéra comique, libretto di J. A. de Ségur, 1798, Parigi)
- Aurore de Gusman (opéra comique, 1799, Parigi)
- Le général suédois (opéra comique, 1799, Parigi)
- Le trente et quarante (opéra comique, libretto di A. Duval, 1799, Parigi)
- D'auberge en auberge ou Les préventions (opéra comique, libretto di E. Mercier-Dupaty, 1800, Parigi)
- Une aventure de M. de Sainte-Foix ou Le coup d'épée (opéra comique, libretto di A. Duval, 1802, Parigi)
- Astolphe et Alba ou A quoi la fortune (opéra comique, libretto di J. A. de Ségur, 1802, Parigi)